# Grande provincia ignea Marathon
La Grande provincia ignea Marathon è una grande provincia ignea paleoproterozoica situata lungo il margine meridionale del Cratone Superiore dell'Ontario, in Canada, attorno al bordo settentrionale del Lago Superiore.
Consiste di tre sciami di dicchi di diabase denominati rispettivamente Marathon, Kapuskasing e Fort Frances. I primi due sciami, Marathon e Kapuskasing, hanno un'età compresa tra 2,126  e 2,101 milioni di anni, mentre lo sciame Fort Frances risulta leggermente più recente avendo un'età compresa tra 2,076  e 2,067 milioni di anni.
Si ritiene che un singolo pennacchio del mantello, un pennacchio del mantello periodicamente attivo, sia responsabile della formazione della Grande provincia ignea Marathon, in quanto non c'è evidenza di movimenti del pennacchio nel corso della formazione della provincia ignea. Il grande evento magmatico si è esteso su un'area di almeno 400.000 km² e la formazione dell'intera provincia magmatica si è completata in circa 60 milioni di anni.